# .pr
.pr è il dominio di primo livello nazionale assegnato a Porto Rico.
Nel 2010 NPR ha registrato il dominio n.pr come per l'abbreviazione degli URL.